# Робертс, Барбара
Барбара Кей Робертс (англ. Barbara Kay Roberts, урождённая — Хьюи (англ. Hughey); род. 21 декабря 1936) — американский политик, губернатор Орегона (1991—1995).

## Биография
Робертс родилась 21 декабря 1936 года в Корваллисе (Орегон), в семье Боба и Кармен Мюррей Хьюи. В 1940 году семья переехала в Лос-Анджелес (Калифорния), а после Второй мировой войны вернулась в Орегон, поселившись в Голд-Крике (округ Ямхилл). Далее Хьюи перебрались в Шеридан.
В 1954 году Барбара женилась на Ниле Сандерсе, возлюбленном из школы, которую окончила на следующий год. Они переехали в Техас, где у них родились сыновья Майк и Марк. Затем они снова вернулись в Орегон и стали жить в Портленде. В 1961—1964 годах Барбара обучалась в Университете штата Орегон в Портленде.
В 1972 году Барбара развелась с мужем и в 1974 году женилась на сенаторе Фрэнке Робертсе. В 1980 году она стала членом Палаты представителей штата Орегон и была переизбрана в 1982 году. В 1984 году Робертс назначили на должность Государственного секретаря штата Орегон. Проработав на этом посту до 1991 года, затем Робертс была выбрана губернатором Орегона и занимала должность главы штата до 1995 года.